# 雷爾河
雷爾河（法語：Rère，法語發音：[ʁɛʁ]）是法國的河流，位於該國中部，屬於索尔德河的左支流，河道全長53.5公里，發源自普雷利，流經楠赛，河口處在维勒埃尔维耶。

## 外部連結
- http://www.geoportail.fr （页面存档备份，存于）
- Sandre数据库中的雷爾河